# 土倉龍
土倉龍（學名："Tsuchikurasaurus"）是種未敘述的獸腳亞目恐龍，狀態為無資格名稱。土倉龍生存於白堊紀晚期的日本。北京的古脊椎動物與古人類研究所將土倉龍列為新獸腳類的可能屬。

## 外部連結
- Tsuchikurasaurus from Dinosaur.net.cn (in Chinese, includes artist's impression)